# Hélette
Hélette település Franciaországban, Pyrénées-Atlantiques megyében. Lakosainak száma 751 fő (2022. január 1.). Hélette Armendarits, Ayherre, Iholdy, Irissarry, Macaye, Mendionde, Ossès és Saint-Esteben községekkel határos.

## Népesség
A település népességének változása:
| Lakosok száma | 740  | 714  | 728  | 717  | 724  | 736  | 747  | 749  | 751  |
|               | 2013 | 2015 | 2016 | 2017 | 2018 | 2019 | 2020 | 2021 | 2022 |